# Phallostethidae
Phallostethidae é uma família de peixes da ordem Atheriniformes que inclui quatro géneros e 21 espécies. São conhecidos como "priapum", em homenagem a Priapo, deus grego da fertilidade.

## Descrição
São peixes pequenos, que não ultrapassam os 3,5 cm de comprimento, com corpo parcialmente translúcido. Ocorrem em habitats de água doce e água salobra da Tailândia e das Filipinas.

## Taxonomia
A família Phallostethidae inclui os seguintes géneros:
- Gulaphallus
- Neostethus
- Phallostethus
- Phenacostethus

Os géneros atrás apontados incluem as seguintes espécies:
- Género Gulaphallus
  - Gulaphallus bikolanus
  - Gulaphallus eximius
  - Gulaphallus falcifer
  - Gulaphallus mirabilis
  - Gulaphallus panayensis
- Género Neostethus
  - Neostethus amaricola
  - Neostethus bicornis
  - Neostethus borneensis
  - Neostethus ctenophorus
  - Neostethus djajaorum
  - Neostethus lankesteri
  - Neostethus palawanensis
  - Neostethus robertsi
  - Neostethus thessa
  - Neostethus villadolidi
  - Neostethus zamboangae
- Género Phallostethus
  - Phallostethus dunckeri
  - Phallostethus lehi
  - Phallostethus cuulong
- Género Phenacostethus
  - Phenacostethus posthon
  - Phenacostethus smithi
  - Phenacostethus trewavasae